# Paraxenisthmus cerberusi
Paraxenisthmus cerberusi is een straalvinnige vissensoort uit de familie van grondels (Xenisthmidae). De wetenschappelijke naam van de soort is voor het eerst geldig gepubliceerd in 2006 door Winterbottom & Gill.